# Serra de Santa Marina
La Serra de Santa Marina és una serra situada als municipis de Pratdip i Vandellòs i l'Hospitalet de l'Infant al Baix Camp, amb una elevació màxima de 593 metres a la Mola de la Viuda.